# Protomacronema africana
Protomacronema africana är en nattsländeart som beskrevs av Georg Ulmer 1905. Protomacronema africana ingår i släktet Protomacronema och familjen ryssjenattsländor. Inga underarter finns listade i Catalogue of Life.